# Habenaria javanica
Habenaria javanica är en orkidéart som beskrevs av Friedrich Fritz Wilhelm Ludwig Kraenzlin. Habenaria javanica ingår i släktet Habenaria och familjen orkidéer. Inga underarter finns listade i Catalogue of Life.